# Bill Mensch

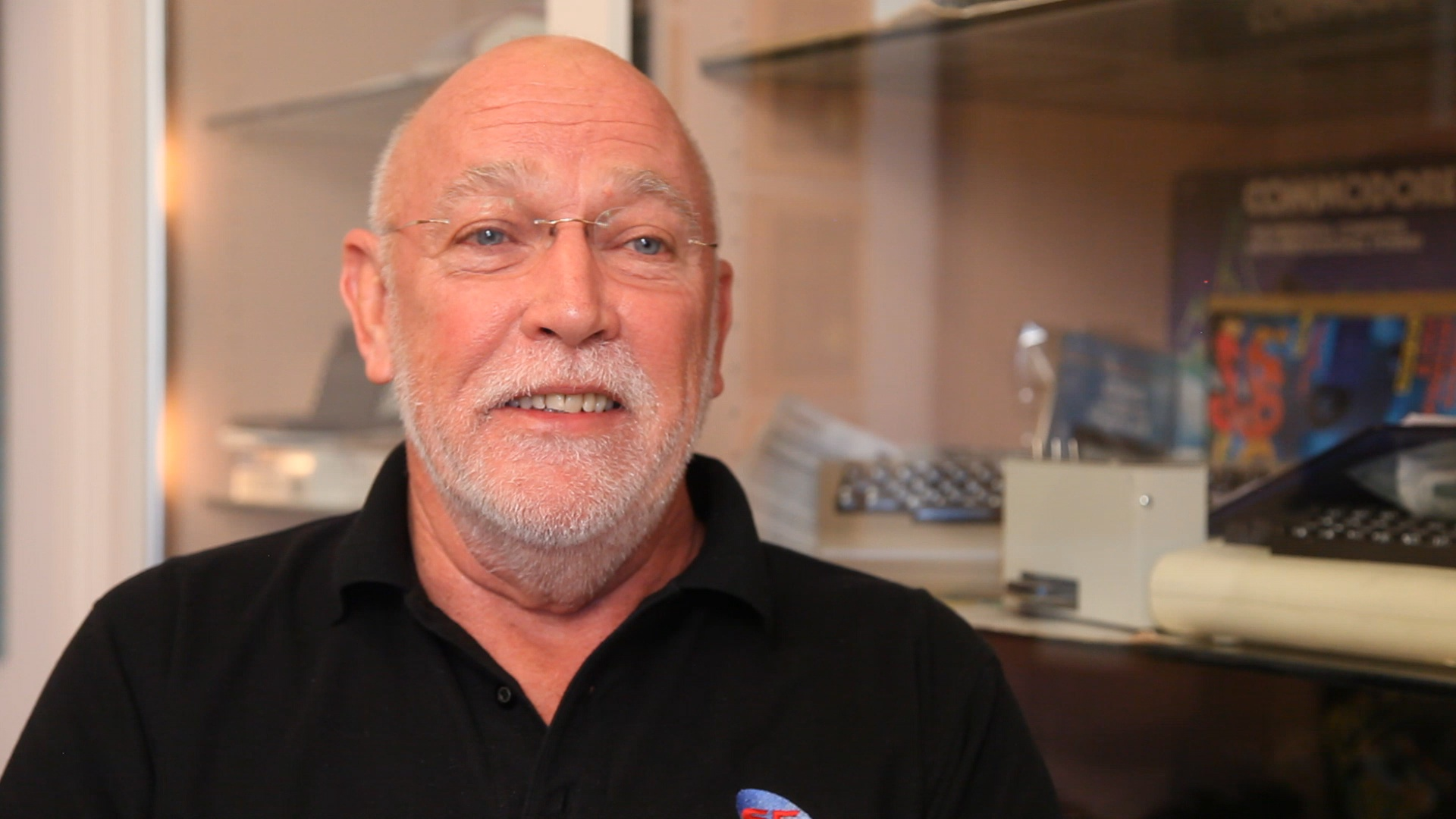
Bill Mensch

William David Mensch, Jr., (9 de fevereiro de 1945, Quakertown, Pensilvânia), é um engenheiro estadunidense, fundador e CEO da Western Design Center (WDC) de Mesa, Arizona. Antes de fundar a Western Design Center em 1978, Mensch ocupou posições-chave em engenharia e administração na Philco-Ford, Motorola, MOS Technology e Integrated Circuit Engineering.
Personagem central na criação das famílias de microprocessadores Motorola 6800 e MOS Technology 6502, Bill Mensch posteriormente dedicou-se a estender e expandir a arquitetura do último na WDC. A empresa fabrica um computador para hobistas baseado no microprocessador 65816 e rodando um conjunto de aplicativos denominado Mensch Works.